# Koniușivka, Lîpoveț
Koniușivka (în ucraineană Конюшівка) este un sat în comuna Brîțke din raionul Lîpoveț, regiunea Vinnița, Ucraina.

## Demografie
Componența lingvistică a localității Koniușivka
     Ucraineană (100%)
Conform recensământului din 2001, toată populația localității Koniușivka era vorbitoare de ucraineană (100%).